# Agrostis furessi
Agrostis furessi é uma espécie de gramínea do gênero Agrostis, pertencente à família Poaceae.